# 에어버스 A300
에어버스 A300(영어: Airbus A300)은 에어버스가 최초로 제작한 항공기이자 세계 최초로 복도가 2개가 있는 광폭동체 항공기이다. 1971년부터 2007년까지 에어버스가 개발과 제조를 담당했다. 
1967년 영국, 서독, 프랑스는 혁신적인 거대 항공사를 개발하는 것을 체계화하기 위한 양해각서를 체결했다. 1969년 4월 10일 영국이 프로젝트에서 탈퇴한 뒤 1969년 5월 29일 서독과 프랑스는 완전 합의에 도달했다. 1970년 12월 18일 범유럽 항공협력제조사인 에어버스 인더스트리가 공식적으로 설립되었고, A300 제품의 개발과 생산을 맡았다. A300 시제기는 1972년 10월 28일 첫 비행을 했다. 
최초의 쌍발엔진 광폭동체 항공기인 A300은 일반적으로 5,375km에서 7,500km를 비행할 수 있으며 2개의 클래스로 247명의 승객을 수용한다. 초기 버전은 제너럴일렉트릭 CF6-50 또는 프랫앤드휘트니 JT9D 터보팬으로 구동했으며 3개의 승무원 플라이트덱이 있다. 개량형인 A300-600은 조종석이 2인승이며, CF6-80C2 또는 PW4000 엔진을 업그레이드하였다. A300-600은 1983년 7월 8일에 첫 비행을 하고 1983 말에 취항하였다. 에어버스 A300은 더 작은 크기의 에어버스 A310의 기초가 되었으며 A300의 큰 횡단면은 1991년 취항한 더 큰 4발 엔진 항공기인 에어버스 A340과 1992년 취항한 쌍발엔진 항공기인 에어버스 A330에 그대로 적용되었다. 또한 A300은 대형 크기 수송기인 에어버스 벨루가의 개발 원형이기도 했다. 
출시 고객인 에어 프랑스는 1974년 5월 23일 이 기종을 선보였다. 초기의 제한된 수요 이후, 초기 서비스에서 A300의 성능이 입증되면서 A300은 30년 동안 지속적인 주문을 받게 되었다. A300은 1986년에 도입된 보잉 767-300과 비슷한 용량이지만 767-300ER의 비행가능거리가 A300의 비행가능거리를 능가했다. 1990년대에 A300은 개조된 여객기와 화물기 버전을 통해 화물기 운영자들에게 인기를 끌었다. A300은 2007년 7월에 561대의 인도를 마치고 생산이 중단되었다. 2023년 9월 현재 197대의 A300 계열 항공기가 여전히 상용 서비스 중이다.

## 개발

### 기원
1966년 아메리칸 항공은 보잉 727을 대신해 미국 국내선 항로에 사용할 비행기를 찾고 있었다. FAA에서 쌍발 제트기는 금지하고 있었기 때문에 대체 기종으로는 MD의 DC-10이나 록히드 마틴의 L-1011 등이 거론되고 있었다. 프랑스 대통령인 샤를 드 골은 민간 항공계에서 미국의 독주를 막기 위해 2가지 항공기를 계획했는데, 하나는 대륙 간 비행에 쓸 초음속 여객기인 콩코드, 다른 하나는 대륙 내 비행에 쓸 A300이었다.
1967년 영국, 독일, 그리고 프랑스는 서로 협력하여 A300의 개발에 착수했으나 도중 영국의 탈퇴(영국의 컨소시엄 회사였던 호커-시들리사는 잔류)로 독일과 프랑스는 1970년에 에어버스를 설립하게 된다. 차후 스페인이 참여하고, 영국도 재참여하게 된다.
A300은 1972년에 처음으로 시험 비행에 성공했고, 첫 상업용 모델인 A300B2가 1974년 처음으로 출시되었다. A300은 그다지 성공을 거두지 못했으나, A320의 성공과, 보잉과 비교되는 철저한 분업 생산 시스템으로 유럽의 항공 산업 발전에 한 획을 그었다. 또한 정치적인 계산으로 이루어진 분업이 오히려 더욱 효율적인 생산을 낳아 차후 에어버스의 성장을 돕게 되어, 보잉도 787의 제작을 분업화하기로 하는 원인이 되기도 했다.

## 보유 항공사
| - 마한 항공 - 미라즈 항공 - 이란 항공 |

| - 페덱스 익스프레스 - DHL 항공 - MNG 항공 - UPS 항공 - 에어버스 |

## 이전 보유 항공사
| - ILFC - VASP 항공 - 가루다 인도네시아 항공 - 갤럭시 항공 - 남아프리카 항공 - 루프트한자 - 말레이시아 항공 - 모나크 항공 - 바리그 항공 | - 사우디아 항공 - 스칸디나비아 항공 - 시티버드 - 싱가포르 항공 - 수단 항공 - 아메리칸 항공 - 알리탈리아 항공 - 에미레이트 항공 - 에어 아프리카 - 에어 인디아 - 에어 인터 | - 에어 프랑스 - 올림픽 항공 - 이베리아 항공 - 이스턴 항공 - 재팬 에어 시스템 - 중국동방항공 - 중국북방항공 - 중동항공 - 중화항공 - 콘티넨탈 항공 | - 쿠웨이트 항공 - 타이 항공 - 튀니스에어 - 이라크 항공 - 트랜스 오스트레일리아 항공 - 트랜스 유로피안 항공 - 파키스탄 국제항공 - 팬아메리칸 월드 항공 - 필리핀 항공 |  |

| - ASL 항공 아일랜드 - 대한항공 카고 - 마이카고 항공 - 맥시머스 에어 카고 - 에어 애틀랜타 아이슬란드 - 에어홍콩 - 핀에어 카고 |

## 세부 기종
- A300B1
- A300B2
  - A300B2-100
  - A300B2-200
  - A300B2-300

- A300B4
  - A300B4-100
  - A300B4-200
  - A300B4-200FF
  - A300B4-600 (A300-600)
  - A300C4
  - A300F4-203

- A300-600
  - A300-600
  - A300-620C
  - A300-600F
  - A300-600R
  - A300-600RF
  - A300-600ST (벨루가)
- A300B10 (A310)

## 사건 및 사고
- 대한항공 2033편 활주로 이탈 사고 (1994)
- 중화항공 140편 (1994)
- 가루다 인도네시아 항공 152편 (1997)
- 중화항공 676편 추락 사고 (1998)
- 아메리칸 항공 587편 (2001)
- 이란 항공 655편 격추 사건 (1988)
- PIA 268편 추락 사고 (1992)

## 같이 보기
- 에어버스 A310
- 에어버스 A330
- 에어버스 A340
- 에어버스 벨루가
- 보잉 767
- 일류신 Il-86
- 록히드 L-1011 트라이스타
- 맥도널 더글러스 DC-10